# Carl Chun
Carl Chun (født 1. oktober 1852, død 11. april 1914) var en tysk havbiolog. Han anførte den tyske dybhavsekspedition Valvidia-ekspeditionen, der 31. juli 1898 satte ud fra Hamborg for at udførte dybhavet i de subantarktiske have. De besøgte Bouvetøen, Kerguelen og andre øer før de vendte tilbage til Hamborg 1. maj 1899.

## Udvalgte værker
- Aus den Tiefen des Weltmeeres, Jena 1900.
- Allgemeine Biologie, Leipzig 1915.
- Die Cephalopoden, 2 bind, Jena 1910.[1]